# 茨城県道271号龍ケ崎市停車場線

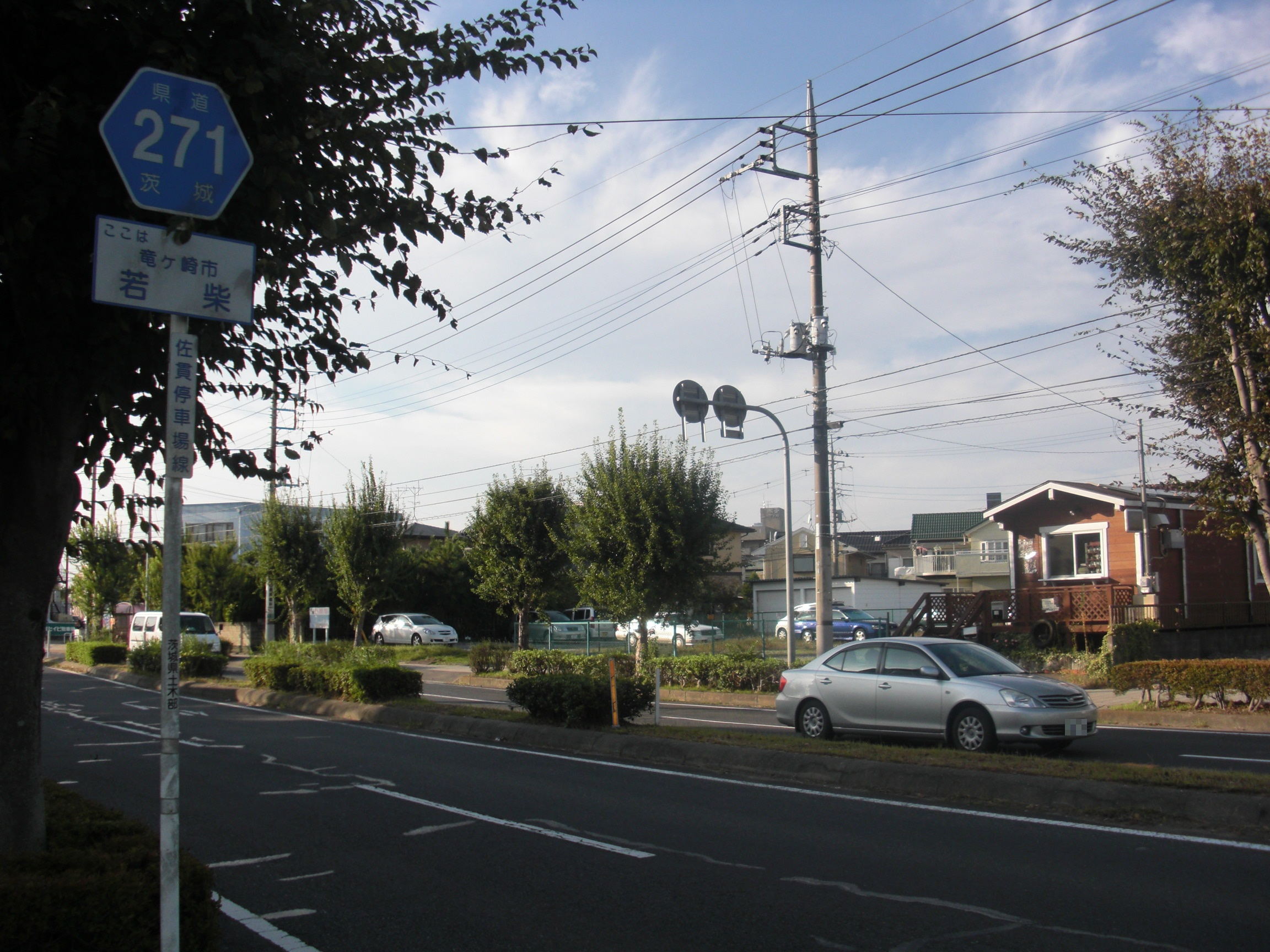
沿線風景（龍ケ崎市若柴町）

茨城県道271号龍ケ崎市停車場線（いばらきけんどう271ごう りゅうがさきしていしゃじょうせん）は、茨城県龍ケ崎市佐貫から同市馴柴町に至る一般県道で、東日本旅客鉄道（JR東日本）常磐線龍ケ崎市駅・関東鉄道竜ヶ崎線佐貫駅と接続するための道路である。1979年の路線認定以来、旧路線名は佐貫停車場線（さぬきていしゃじょうせん）としていたが、2020年3月14日のJR駅名の改称に伴い、同時に路線名を龍ケ崎市停車場線へと改称している。

## 概要
JR常磐線 龍ケ崎市駅東口ロータリー前の佐貫駅東口交差点から東への龍ケ崎市街地方面に向かい、龍ケ崎市馴柴町の主要地方道土浦竜ヶ崎線に接続する延長約2.9キロメートル (km) の路線。道路は整備された計画4車線の都市計画街路で、暫定2車線（一部区間は4車線）にて供用される。

### 路線データ
- 起点：龍ケ崎市佐貫3丁目（龍ケ崎市駅・佐貫駅東口）
- 終点：龍ケ崎市馴柴町字参区648番2地先（茨城県道48号土浦竜ヶ崎線交点）[1]
- 総延長：2.943 km[2]
- 重用延長：なし[2]
- 未供用延長：なし[2]
- 実延長：2.943 km[2]
- 自動車交通不能区間延長[注釈 1]：なし[2]

## 歴史

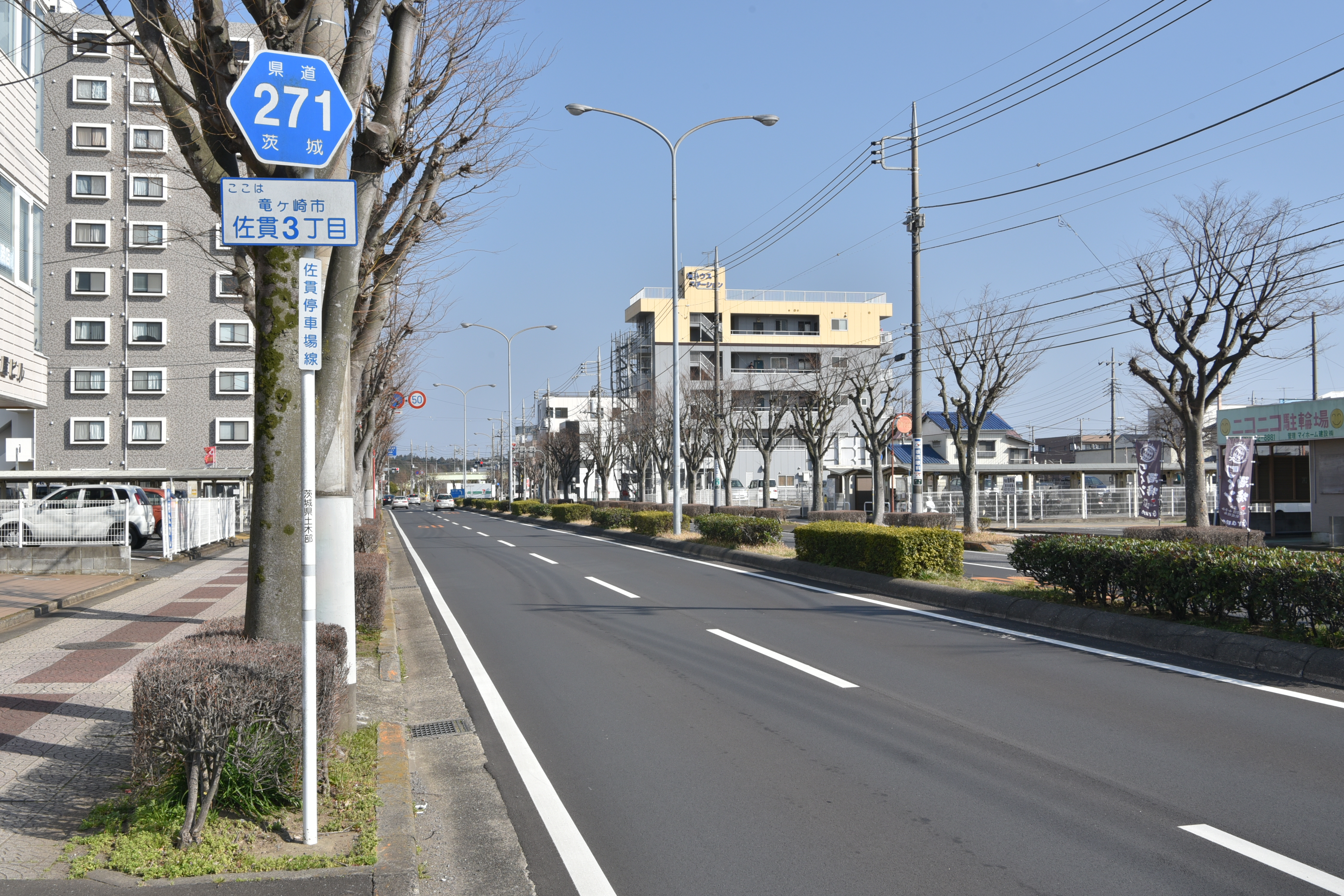
茨城県道271号佐貫停車場線　龍ケ崎市佐貫2丁目（2020年2月）

1979年（昭和54年）10月4日、これまでの佐貫駅東口と主要地方道竜ヶ崎潮来線が結ばれた県道佐貫停車場小通幸谷線（整理番号314）と、佐貫駅西口と国道6号が結ばれた（旧）県道佐貫停車場線（整理番号315）が廃止され、これまでのルートとは全く異なる新規路線として、起点を佐貫駅東口の竜ケ崎市佐貫町、終点を竜ケ崎市馴柴町とする現在の区間を、佐貫停車場線に茨城県が認定したものである。1995年（平成7年）に、現在の整理番号271に変更された。2020年（令和2年）3月に、JR常磐線側の佐貫駅が龍ケ崎市駅と改称したことから、これに伴って龍ケ崎市停車場線へ路線名を変更した。

### 年表
- 1900年（明治33年）8月14日：佐貫駅（現在はJRのみ龍ケ崎市駅に改称）開業。
- 1923年（大正12年）4月1日：現在の路線の前身である佐貫停車場佐貫線が路線認定される[4]。
- 1959年（昭和34年）10月14日：現在の路線の前身である佐貫停車場小通幸谷線（佐貫停車場 - 竜ケ崎市小通幸谷町の県道取手潮来線交点、図面対象番号258）と（旧）佐貫停車場線（佐貫停車場 - 一級国道六号線交点、図面対象番号259）が路線認定される[5]。
- 1979年（昭和54年）10月4日
  - 現在の路線である佐貫停車場線（整理番号315）が路線認定される[6][7]。
  - 前身路線の佐貫停車場小通幸谷線（整理番号314）、（旧）佐貫停車場線（整理番号315）が廃止され、同ルートは竜ケ崎市道に降格となる[3]。
- 1981年（昭和56年）12月24日：道路の一部区域が決定（竜ケ崎市小通幸谷町字大宿 - 同市馴柴町字壱区：延長657 m）[8]。
- 1990年（平成2年）4月5日：道路の一部区域（竜ケ崎市馴柴町字壱区 - 同市馴柴町字弐区：延長1.540 km）を追加指定して東方向に延長[9]。
- 1992年（平成4年）10月19日：竜ケ崎市小通幸谷町字大宿 - 同市若柴町字橋向を供用開始[10]。
- 1994年（平成6年）5月12日：竜ヶ崎市若柴町字橋向 - 同市馴柴町字弐区を供用開始[11]。
- 1995年（平成7年）3月23日：道路の一部区域（竜ケ崎市馴柴町字弐区 - 同市馴柴町字参区（県道土浦竜ヶ崎線交点）：延長1.570 km）を追加指定して東方向に延伸[1]。
- 1995年（平成7年）3月30日：整理番号315から現在の番号（整理番号271）に変更される[12]。
- 2006年（平成18年）4月18日：龍ケ崎市馴柴町字弐区 - 同市馴柴町字参区の区間（1.57 km）を供用開始[13]。
- 2020年（令和2年）3月14日：県道の路線名の変更の告示により、龍ケ崎市停車場線（路線番号271）となる[14]。

## 路線状況
道路法の規定に基づき、龍ケ崎市佐貫（JR龍ケ崎市駅） - 同市馴柴町（主要地方道土浦竜ケ崎線交差）間は、緊急輸送道路として機能を維持するため、災害発生時の被害拡大防止を目的に道路用地内に電柱を建てることが制限されている。

### 道路施設
- 留橋（江川、龍ケ崎市若柴町）

## 地理

### 通過する自治体
- 茨城県
  - 龍ケ崎市

### 交差する道路
- 茨城県道48号土浦竜ヶ崎線（龍ケ崎市馴柴町 終点）

### 沿線
- JR 龍ケ崎市駅
- 龍ケ崎市役所西部出張所
- 稲敷地方広域市町村圏事務組合龍ケ崎消防署西部出張所